# Aspekte-Literaturpreis
Der aspekte-Literaturpreis wird vom deutschen Fernsehsender ZDF für das beste deutschsprachige Prosa-Debüt vergeben. Der Literaturpreis ist benannt nach dem ZDF-Kulturmagazin Aspekte. Er ist mit 10.000 Euro (bis 2007 mit 7.500 Euro) dotiert. Die Jury setzt sich aus Literaturkritikern aus Österreich, der Schweiz und Deutschland zusammen.

## Preisträger und Nominierte

### Von 1979 bis 1990
- 1979: Hanns-Josef Ortheil, für Fermer
- 1980: Michael Schneider, für Das Spiegelkabinett
- 1981: Thomas Hürlimann, für Die Tessinerin
- 1982: Inge Merkel, für Das andere Gesicht
- 1983: Zsuzsanna Gahse, für Zero
- 1983: Beat Sterchi, für Blösch
- 1984: Herta Müller, für Niederungen
- 1985: Jochen Beyse, für Der Aufklärungsmacher
- 1986: Barbara Honigmann, für Roman von einem Kinde
- 1987: Erich Hackl, für Auroras Anlaß
- 1988: Christa Moog, für Aus tausend grünen Spiegeln
- 1989: Irina Liebmann, für Mitten im Krieg
- 1990: Ulrich Woelk, für Freigang

### Von 1991 bis 2000
- 1991: Burkhard Spinnen, für Dicker Mann im Meer
- 1992: Dagmar Leupold, für Edmond
- 1993: Manfred Rumpl, für Koordinaten der Liebe
- 1994: Radek Knapp, für Franio
- 1995: Ingo Schulze, für 33 Augenblicke des Glücks
- 1996: Felicitas Hoppe, für Picknick der Friseure
- 1997: Zoë Jenny, für Das Blütenstaubzimmer
- 1998: John von Düffel, für Vom Wasser
- 1999: Christoph Peters, für Stadt Land Fluß
- 2000: Andreas Maier, für Wäldchestag

### Von 2001 bis 2010
- 2001: Sherko Fatah, für Im Grenzland
- 2002: Zsuzsa Bánk, für Der Schwimmer
- 2003: Roswitha Haring, für Ein Bett aus Schnee
- 2004: Thomas Stangl, für Der einzige Ort
- 2005: Jens Petersen, für Die Haushälterin
- 2006: Paul Ingendaay, für Warum Du mich verlassen hast
- 2007: Thomas von Steinaecker, für Wallner beginnt zu fliegen
- 2008: María Cecilia Barbetta, für Änderungsschneiderei Los Milagros
- 2009: Stephan Thome, für Grenzgang
- 2010: Dorothee Elmiger, für Einladung an die Waghalsigen

### Von 2011 bis 2020
- 2011: Eugen Ruge, für In Zeiten des abnehmenden Lichts
  - Sophie Albers, Wunderland
  - Jan Brandt, Gegen die Welt
  - Maja Haderlap, Engel des Vergessens
  - Husch Josten, In Sachen Joseph[1]
- 2012: Teresa Präauer, für Für den Herrscher aus Übersee[2]
  - Olga Grjasnowa, Der Russe ist einer, der Birken liebt
  - Vea Kaiser, Blasmusikpop
  - Fee Katrin Kanzler, Die Schüchternheit der Pflaume
  - Lisa-Maria Seydlitz, Sommertöchter
  - Andreas Stichmann, Das große Leuchten[3]
- 2013: Eberhard Rathgeb,  Kein Paar wie wir
  - Roman Ehrlich, Das kalte Jahr
  - Jonas Lüscher, Frühling der Barbaren
  - Hannes Stein, Der Komet
  - Stefanie de Velasco, Tigermilch
  - Monika Zeiner, Die Ordnung der Sterne über Como
- 2014: Katja Petrowskaja, für Vielleicht Esther[4]
  - Verena Güntner, Es bringen
  - Karen Köhler, Wir haben Raketen geangelt
  - Martin Kordić, Wie ich mir das Glück vorstelle
  - Christine Koschmieder, Schweinesystem
  - Simone Lappert, Wurfschatten
  - Per Leo, Flut und Boden[5]
- 2015: Kat Kaufmann, für Superposition[6]
  - Kristine Bilkau, Die Glücklichen
  - Mirna Funk, Winternähe
  - Franziska Hauser, Sommerdreieck
  - Richard Schuberth, Chronik einer fröhlichen Verschwörung
  - Dimitrij Wall, Gott will uns tot sehen[7]
- 2016: Philipp Winkler, für Hool
  - Shida Bazyar, Nachts ist es leise in Teheran
  - Ronja von Rönne, Wir kommen
  - Nis-Momme Stockmann, Der Fuchs
  - Senthuran Varatharajah, Von der Zunahme der Zeichen[8]

- 2017: Juliana Kálnay, für Eine kurze Chronik des allmählichen Verschwindens
  - Theresia Enzensberger, Blaupause
  - Alina Herbing, Niemand ist bei den Kälbern
  - Stephan Lohse, Ein fauler Gott
  - Sasha Marianna Salzmann, Außer sich
  - Takis Würger, Der Club

- 2018: Bettina Wilpert, für Nichts, was uns passiert
  - Katharina Adler, Ida
  - Marie Gamillscheg, Alles was glänzt
  - Anja Kampmann, Wie hoch die Wasser steigen
  - Lukas Rietzschel, Mit der Faust in die Welt schlagen
  - Johann Scheerer, Wir sind dann wohl die Angehörigen. Die Geschichte einer Entführung

- 2019: Miku Sophie Kühmel, für Kintsugi
  - Carmen Buttjer, Levi (wurde aus der Wertung genommen[9])
  - Berit Glanz, Pixeltänzer
  - Friedemann Karig, Dschungel
  - Tom Müller, Die jüngsten Tage[10]

- 2020: Deniz Ohde, für Streulicht
  - Cihan Acar, Hawaii
  - Verena Keßler, Die Gespenster von Demmin
  - Ronya Othmann, Die Sommer
  - Olivia Wenzel, 1000 Serpentinen Angst

### Ab 2021
- 2021: Ariane Koch, für Die Aufdrängung
  - Timon Karl Kaleyta, Die Geschichte eines einfachen Mannes
  - Lisa Krusche, Unsere anarchistischen Herzen
  - Mithu Sanyal, Identitti

- 2022: Sven Pfizenmaier, für Draußen feiern die Leute
  - Behzad Karim Khani, Hund Wolf Schakal[11]
  - Yade Yasemin Önder, Wir wissen, wir könnten, und fallen synchron
  - Daniel Schulz, Wir waren wie Brüder
  - Claudia Schumacher, Liebe ist gewaltig

- 2023: Charlotte Gneuß für Gittersee
  - Philipp Oehmke, Schönwald
  - Necati Öziri, Vatermal 
  - Anne Rabe, Die Möglichkeit von Glück
  - Dana Vowinckel, Gewässer im Ziplock

- 2024: Julja Linhof, Krummes Holz[12]
  - Clemens Böckmann, Was du kriegen kannst[13]
  - Julia Jost, Wo der spitzeste Zahn der Karawanken in den Himmel hinauf fletscht
  - Ruth-Maria Thomas, Die schönste Version

## Zitatnachweis
1. ↑  "aspekte"-Literaturpreis: Fünf Bücher im Finale / 33. Preisverleihung auf der Frankfurter Buchmesse. In: presseportal.de. (presseportal.de [abgerufen am 20. Mai 2017]).
2. ↑  aspekte-Literaturpreis 2012 für Teresa Präauer. In: Lesekreis. 16. Oktober 2012, abgerufen am 20. Mai 2017.
3. ↑  ZDF-"aspekte"-Literaturpreis: Sechs Bücher im Finale / 34. Preisverleihung auf der Frankfurter Buchmesse. In: presseportal.de. (presseportal.de [abgerufen am 20. Mai 2017]).
4. ↑  ZDF-"aspekte"-Literaturpreis 2014 geht an Katja Petrowskaja für ihr Debüt "Vielleicht Esther". In: presseportal.de. (presseportal.de [abgerufen am 20. Mai 2017]).
5. ↑  ZDF-"aspekte"-Literaturpreis 2014: Sieben Bücher im Finale / Bekanntgabe im ZDF am 3. Oktober in der "aspekte"- Sendung. In: presseportal.de. (presseportal.de [abgerufen am 20. Mai 2017]).
6. ↑  ZDF-"aspekte"-Literaturpreis 2015 geht an Kat Kaufmann für ihr Debüt "Superposition". In: presseportal.de. (presseportal.de [abgerufen am 20. Mai 2017]).
7. ↑  ZDF "aspekte"-Literaturpreis 2015: Sechs Bücher im Finale /  Bekanntgabe am 9. Oktober in der ZDF-Kultursendung "aspekte". In: presseportal.de. (presseportal.de [abgerufen am 20. Mai 2017]).
8. ↑  Fünf Bücher im Finale. (zdf.de [abgerufen am 7. Mai 2017]).
9. ↑  Vier Bücher im Finale, zdf.de, 9. September 2019, abgerufen am 8. Januar 2022.
10. ↑  Die Finalisten für den 60. ZDF-„aspekte“-Literaturpreis stehen fest, Meldung auf Buchmarkt.de vom 9. September 2019, abgerufen am 9. September 2019.
11. ↑  Josephine Kliebenstein: ZDF-"aspekte"-Literaturpreis: Diese fünf Bücher stehen im Finale. In: lesering.de. 12. September 2022, abgerufen am 13. September 2022.
12. ↑  Julja Linhof gewinnt den ZDF-"aspekte"-Literaturpreis 2024 mit Krummes Holz. In: lesering.de. 11. Oktober 2024, abgerufen am 12. Oktober 2024.
13. ↑  Diese Debütromane sind im Rennen. In: boersenblatt.net. 17. September 2024, abgerufen am 17. September 2024.